# Lieutenant-gouverneur de Louisiane
Le lieutenant-gouverneur de la Louisiane (en anglais : lieutenant governor of Louisiana) est la deuxième plus haute fonction de l'État américain de Louisiane. L'actuel lieutenant-gouverneur est Billy Nungesser, un Républicain. Le lieutenant-gouverneur est également commissaire du ministère de la Culture, des Loisirs et du Tourisme de la Louisiane.
Paul J. Hardy, qui a servi de 1988 à 1992, a été le premier Républicain à être élu à ce poste depuis la Reconstruction.

## Histoire
Cette fonction a été instituée par la Constitution de la Louisiane de 1845 ; auparavant, le successeur du gouverneur en cas de décès ou de démission était le président du Sénat de l'État de Louisiane ; plusieurs présidents du Sénat de l'État ont succédé à des gouverneurs avant l'adoption de la Constitution de 1845, notamment Henry S. Thibodaux, Armand Beauvais et Jacques Dupre[3].
Le lieutenant-gouverneur a présidé le Sénat de Louisiane de 1845 jusqu'à l'adoption de la Constitution de la Louisiane de 1974[réf. nécessaire]. En vertu de la nouvelle Constitution, le lieutenant-gouverneur a été, à partir de 1976, principalement chargé d'assurer l'intérim du gouverneur en cas d'absence de ce dernier et de lui succéder en cas de vacance du poste de gouverneur. Le document permettait également au gouverneur et à la législature de l'État de Louisiane de déléguer des responsabilités au lieutenant-gouverneur à leur discrétion. En 1986, la législature a placé le département de la culture, des loisirs et du tourisme de Louisiane sous la responsabilité du lieutenant-gouverneur, ce qui lui a permis de nommer les dirigeants du département,.

## Sélection
Seuls les électeurs qualifiés de Louisiane peuvent être élus lieutenant-gouverneur. Tout lieutenant-gouverneur potentiel doit être âgé d'au moins 25 ans et avoir résidé dans l'État au cours des cinq dernières années. Le lieutenant-gouverneur est élu sur une liste distincte de celle du gouverneur.
En cas de vacance du poste de lieutenant-gouverneur, le gouverneur est habilité à nommer un nouveau titulaire, sous réserve de l'approbation des deux chambres de l'assemblée législative.

## Devoirs et responsabilités
La Constitution prévoit que le lieutenant-gouverneur assume la fonction de gouverneur si le titulaire précédent quitte ses fonctions. Si le gouverneur en exercice n'est pas en mesure d'exercer ses fonctions ou s'il est temporairement absent de l'État, le lieutenant-gouverneur assume les pouvoirs et les fonctions du gouverneur par intérim,. La constitution désigne également le lieutenant-gouverneur comme membre d'office de chaque comité, conseil et commission où siège le gouverneur,.
Outre ces fonctions, le lieutenant-gouverneur peut exercer les pouvoirs qui lui sont délégués par le gouverneur ou par la loi,. Ainsi, la loi de l'État désigne le lieutenant-gouverneur comme commissaire du département de la culture, des loisirs et du tourisme,. À ce titre, il nomme le secrétaire du département et plusieurs autres hauts fonctionnaires, sous réserve de confirmation par le Sénat de l'État.

## Liste des lieutenants-gouverneurs
Partis

### 1846-1860
| No. | Lt.-gouverneur        | Lt.-gouverneur | Début | Fin  | Parti     | Notes | Gouverneur             |
| --- | --------------------- | -------------- | ----- | ---- | --------- | ----- | ---------------------- |
| 1   | Trasimond Landry      |                | 1846  | 1850 | Démocrate | ,     | Isaac Johnson          |
| 2   | Jean Baptiste Plauche |                | 1850  | 1853 | Démocrate | ,     | Joseph Marshall Walker |
| 3   | William Wood Farmer   |                | 1853  | 1854 | Démocrate | ,     | Paul Octave Hébert     |
| 4   | Robert C. Wickliffe   |                | 1854  | 1856 | Démocrate | ,     | Paul Octave Hébert     |
| 5   | Charles Homer Mouton  |                | 1856  | 1856 | Démocrate | ,     | Robert C. Wickliffe    |
| 6   | William F. Griffin    |                | 1856  | 1860 | Démocrate | ,     | Robert C. Wickliffe    |

### Période de la guerre civile

#### Lieutenants-gouverneurs de la Louisiane confédérée
| No. | Lt.-gouverneur     | Lt.-gouverneur | Début | Fin  | Parti     | Notes | Gouverneur           |
| --- | ------------------ | -------------- | ----- | ---- | --------- | ----- | -------------------- |
| 7   | Henry M. Hyams     |                | 1860  | 1864 | Démocrate |       | Thomas Overton Moore |
| 8   | Benjamin W. Pearce |                | 1864  | 1865 | Démocrate |       | Henry Watkins Allen  |

#### Lieutenants-gouverneurs du territoire détenu par l'Union en Louisiane
| No. | Lt.-gouverneur  | Lt.-gouverneur | Début | Fin  | Parti     | Notes | Gouverneur                     |
| --- | --------------- | -------------- | ----- | ---- | --------- | ----- | ------------------------------ |
| 9   | James M. Wells  |                | 1864  | 1865 | Democrat  |       | Michael Hahn (Républicain)     |
| 10  | Albert Voorhies |                | 1865  | 1866 | Démocrate |       | James Madison Wells (Democrat) |

### Reprise du statut d'État américain
| No. | Lt.-gouverneur                   | Lt.-gouverneur                          | Début | Fin         | Parti       | Notes  | Gouverneur                                 |
| --- | -------------------------------- | --------------------------------------- | ----- | ----------- | ----------- | ------ | ------------------------------------------ |
| 11  | Oscar J. Dunn                    |                                         | 1868  | 1871        | Républicain |        | Henry C. Warmoth (Républicain)             |
| 12  | P. B. S. Pinchback               |                                         | 1871  | 1872        | Républicain |        | Henry C. Warmoth (Républicain)             |
| 14  | C.C. Antoine                     |                                         | 1873  | 1877        | Républicain |        | William P. Kellogg (Républicain) 1873-1877 |
| 14  | C.C. Antoine                     | Stephen B. Packard (Républicain) 1877   | 1873  | 1877        | Républicain |        |                                            |
| 15  | Louis A. Wiltz                   |                                         | 1877  | 1880        | Démocrate   |        | Francis T. Nicholls (Démocrate)            |
| 16  | Samuel D. McEnery                |                                         | 1880  | 1881        | Démocrate   |        | Louis A. Wiltz (Démocrate)                 |
| 17  | W.A. Robertson                   |                                         | 1881  | 1881        | Démocrate   |        | Samuel D. McEnery (Démocrate)              |
| 18  | George L. Walton                 |                                         | 1881  | 1882        | Démocrate   |        | Samuel D. McEnery (Démocrate)              |
| 19  | Clay Knobloch                    |                                         | 1884  | 1888        | Démocrate   |        | Samuel D. McEnery (Démocrate)              |
| 20  | James Jeffries (en)              |                                         | 1888  | 1892        | Démocrate   |        | Francis T. Nicholls (Démocrate)            |
| 21  | Charles Parlange                 |                                         | 1892  | 1893        | Démocrate   |        | Murphy J. Foster (Démocrate)               |
| 22  | Hiram R. Lott                    |                                         | 1893  | 1896        | Démocrate   |        | Murphy J. Foster (Démocrate)               |
| 23  | Robert H. Snyder                 |                                         | 1896  | 1900        | Démocrate   |        | Murphy J. Foster (Démocrate)               |
| 24  | Albert Estopinal                 |                                         | 1900  | 1904        | Démocrate   |        | W. W. Heard (Démocrate)                    |
| 25  | Jared Y. Sanders, Sr.            |                                         | 1904  | 1908        | Démocrate   |        | Newton C. Blanchard (Démocrate)            |
| 26  | Paul M. Lambremont               |                                         | 1908  | 1911        | Démocrate   |        | Jared Y. Sanders, Sr. (Démocrate)          |
| 27  | Thomas C. Barret                 |                                         | 1912  | 1916        | Démocrate   |        | Luther E. Hall (Démocrate)                 |
| 28  | Fernand Mouton                   |                                         | 1916  | 1920        | Démocrate   |        | Ruffin G. Pleasant (Démocrate)             |
| 29  | Hewitt Bouanchaud                |                                         | 1920  | 1924        | Démocrate   |        | John M. Parker (Démocrate)                 |
| 30  | Delos R. Johnson                 |                                         | 1924  | 1924        | Démocrate   |        | John M. Parker (Démocrate)                 |
| 31  | Oramel H. Simpson                |                                         | 1924  | 1926        | Démocrate   |        | Henry L. Fuqua (Démocrate)                 |
| 32  | Philip H. Gilbert                |                                         | 1926  | 1928        | Démocrate   |        | Oramel H. Simpson (Démocrate)              |
| 33  | Paul N. Cyr                      |                                         | 1928  | 1931        | Démocrate   | [ 20 ] | Huey P. Long (Démocrate)                   |
| 34  | Alvin Olin King                  |                                         | 1931  | 1932        | Démocrate   | ,      | Huey P. Long (Démocrate)                   |
| 35  | John B. Fournet                  |                                         | 1932  | 1935        | Démocrate   |        | O. K. Allen (Démocrate)                    |
| 36  | Thomas C. Wingate                |                                         | 1935  | 1935        | Démocrate   |        | O. K. Allen (Démocrate)                    |
| 37  | James A. Noe                     |                                         | 1935  | 1936        | Démocrate   |        | O. K. Allen (Démocrate)                    |
| 38  | Earl K. Long                     |                                         | 1936  | 1939        | Démocrate   |        | Richard W. Leche (Démocrate)               |
| 39  | Coleman Lindsey                  |                                         | 1939  | 1940        | Démocrate   |        | Earl K. Long (Démocrate)                   |
| 40  | Marc M. Mouton                   |                                         | 1940  | 1944        | Démocrate   |        | Sam H. Jones (Démocrate)                   |
| 41  | J. Emile Verret                  |                                         | 1944  | 1948        | Démocrate   |        | Jimmie H. Davis (Démocrate)                |
| 42  | William J. Dodd                  |                                         | 1948  | 1952        | Démocrate   |        | Earl K. Long (Démocrate)                   |
| 43  | Charles E. (Cap) Barham          |                                         | 1952  | 1956        | Démocrate   |        | Robert F. Kennon (Démocrate)               |
| 44  | Lether Frazar                    |                                         | 1956  | 1960        | Démocrate   |        | Earl K. Long (Démocrate)                   |
| 45  | Clarence C. (Taddy) Aycock       |                                         | 1960  | 1972        | Démocrate   |        | Jimmie H. Davis (Démocrate) 1960-1964      |
| 45  | Clarence C. (Taddy) Aycock       | John J. McKeithen (Démocrate) 1964-1972 | 1960  | 1972        | Démocrate   |        |                                            |
| 46  | James E. (Jimmy) Fitzmorris, Jr. |                                         | 1972  | 1980        | Démocrate   |        | Edwin Edwards (Démocrate)                  |
| 47  | Robert Louis Freeman Sr.         |                                         | 1980  | 1988        | Démocrate   |        | David C. Treen (Républicain) 1980-1984     |
| 47  | Robert Louis Freeman Sr.         | Edwin Edwards (Démocrate) 1984-1988     | 1980  | 1988        | Démocrate   |        |                                            |
| 48  | Paul Hardy                       |                                         | 1988  | 1992        | Républicain |        | Buddy Roemer (Démocrate turn Républicain)  |
| 49  | Melinda Schwegmann               |                                         | 1992  | 1996        | Démocrate   |        | Edwin Edwards (Démocrate)                  |
| 50  | Kathleen Babineaux Blanco        |                                         | 1996  | 2004        | Démocrate   |        | Mike Foster (Républicain)                  |
| 51  | Mitchell (Mitch) Landrieu        |                                         | 2004  | 2010        | Démocrate   |        | Kathleen Blanco (Démocrate)                |
| 51  | Mitchell (Mitch) Landrieu        | Bobby Jindal (Républicain)              | 2004  | 2010        | Démocrate   |        |                                            |
| 52  | Scott Angelle                    |                                         | 2010  | 2010        | Démocrate   |        |                                            |
| 52  | Scott Angelle                    | 2010                                    | 2010  | Républicain |             |        |                                            |
| 53  | John L. (Jay) Dardenne           |                                         | 2010  | 2016        | Républicain |        |                                            |
| 54  | Billy Nungesser                  |                                         | 2016  | Titulaire   | Républicain |        | John Bel Edwards (Démocrate)               |